# Косинский II (герб)
Герб Косинский II (пол. Koziński II) — польский дворянский герб.

## История
После лишения шляхетства за измену и вред, нанесенный Речи Посполитой полковником Криштофом Косинским (1545—1593) — вступившим в 1590 в Войско Запорожское реестровое и ставшим гетманом казаков-низовиков (1591—1593), а также предводителем названного его именем восстания в 1591—1593 годах, его потомки в 1676 году были вновь возведены в дворянство и приняли новый собственный герб «Косинский II».

## Описание герба
Щит разделен на четыре части. В I и IV частях красного цвета, помещены по два черных треугольника, расположенных один над другим так, что они образуют шестигранник, во II-й части — герб Заглоба, подкова серебряная (или белая), обращенная шипами вниз, а из середины её через подкову проходит обнаженная шпага, так что рукоятка её, имеющая вид креста, остается внутри подковы, а лезвие выходит наружу. В III-й части — герб Равич. В золотом поле идущий вправо чёрный медведь; на нём сидит дева с распущенными волосами и распростёртыми наподобие креста руками. На деве красное платье, оставляющее руки открытыми до локтя, и корона.
Вершину шлема венчают пять страусовых перьев.

## Известные носители герба
- Косинский, Адам Амилькар (1815—1893) — польский писатель-романист, геральдист.